# Sandracottus maculatus
Sandracottus maculatus (лат.) — вид жуков из семейства плавунцов.

## Описание
Жуки длиной 13,4-16,6 мм, Окраска тела матово-чёрная с коричневато-жёлтыми пятнами. Голова впереди коричневато-жёлтая, задняя её часть широко чёрная, с двумя небольших коричневато-жёлтыми пятна на темени. Усики коричневато-жёлтые. Пятый членик усиков в четыре раза длиннее своей ширины. Переднеспинка чёрная с коричневато-жёлтыми краями. Поверхность отчетливо шершавая, в очень густой пунктировке. Расстояние между точками всего в 1-2 раза больше их собственного диаметра. Надкрылья чёрные с коричневато-жёлтыми пятнами, образующими три поперечных ряда. Пятна могут быть обособленными или сливаться между собой. Брюшная сторона одноцветная от тёмно-коричневой до чёрной. Переднее и средние ноги коричневато-жёлтые, задние — ржаво-коричневые или тёмно-коричневые. Отросток переднегруди короткий и широкий, в 1,4 раза длиннее своей ширины, уплощённый, тонко, но отчетливо скульптурированный.

## Биология
Обитает в заросших стоячих постоянных и временных водоёмах, ручьях и реках, преимущественно в первичных тропических лесах.

## Распространение
Встречается в Камбодже, Лаосе, Таиланде, Вьетнаме, Малайзии в штате Сабах, Индонезия (острова Калимантан, Суматра, Ява, Сиберут) и Филиппины (острова Лусон, Минданао, Палаван).